# 大阪市立すみれ小学校
大阪市立すみれ小学校（おおさかしりつ すみれ しょうがっこう）は、大阪府大阪市城東区にある公立小学校。城東区の北東部・古市二丁目に位置している。

## 沿革
高度経済成長期に、大阪市立関目小学校の児童数の増加に伴い分校として設置され、翌年に正式に分離・創立された。
当初は「大阪市立関目東小学校」の仮称で出発したが、直後に現在の校名に改称している。なお、現在の大阪市立関目東小学校は、すみれ小学校開校後の1977年に関目小学校から分離した小学校であり、学校沿革史上の直接のつながりはない。

### 年表
- 1957年9月2日 - 大阪市立関目小学校分校として授業を開始。
- 1958年4月1日 - 大阪市立関目東小学校として開校。
- 1958年5月1日 - 大阪市立すみれ小学校と改称。
- 1958年6月17日 - 開校式を挙行（この日を創立記念日と定めた）。
- 1976年4月1日 - 分校設置。
- 1977年4月1日 - 分校が大阪市立みどり小学校として独立・開校。

## 通学区域
- 大阪市城東区 古市1-3丁目（全域）、今福西6丁目（一部）、今福東3丁目(一部)。

卒業生は大阪市立菫中学校に進学する。

## 出身者
- 川上未映子 - ミュージシャン、小説家

## 交通
最寄りバス停
- 大阪シティバス 古市三丁目バス停、関目四丁目バス停。

最寄り駅
- Osaka Metro今里筋線新森古市駅
- Osaka Metro長堀鶴見緑地線今福鶴見駅